# 숭절사
숭절사는 대한민국 충청남도 금산군 남이면 흑암1길 9에 있다. 2011년 8월 16일 금산군의 향토유적 제16호로 지정되었다.

## 개요
숭절사는 조선초 단종 때 이조판서 묵재 김종한(默齋金宗漢)선생과 좌의정 절재 김종서(節齋金宗瑞)선생 형제분을 모신 사우이다. 묵재 선생은 문종 때에 이조판서에 배수(拜受)되었으며 단종 원년(1453년)에 수양대군에 의한 계유정란에 아우인 절재 김종서와 함께 유배되어 순절하였으며 묘소는 부리면 수통리(島波)에 있다. 절재 선생은 세종 15년(1433년)에 함길도 관찰사가 되어 두만강을 국경으로 하는 육진을 개척하였으며 좌의정이 되어 단종을 보필 중 계유정난의 첫 희생자가 되었다.